# Ryo Fukui
Ryo Fukui (福居良) (Biratori, 1 de enero de 1948-Sapporo, 15 de marzo de 2016) fue un pianista de jazz japonés. Vivió gran parte de su vida en Sapporo, Japón, donde tocaba regularmente en el club de jazz «Slowboat», del cual él y su esposa Yasuko eran dueños.

## Biografía
Fukui empezó tocar el acordeón de forma autodidacta en 1968 y posteriormente, a los 22 años de edad, el piano. En 1976, publicó su primer disco, Scenery, acompañado por el baterista Yoshinori Fukui y el bajista Satoshi Denpo. Un año más tarde, lanzó su segundo álbum Mellow Dream (1977). Durante los años siguientes continuó tocando en la escena local hasta que en 1988 se mudó de Biratori a Tokio, donde creó su propio trío, con el cual actuaría en varios locales de la capital. Su tercer álbum, My Favourite Tune, fue publicado en 1995, seguido por In New York (1999), en el que participa en trío con el baterista Leroy Williams y el bajista Lisle Arthur Atkinson. Su último disco, A Letter From Slowboat (2015), presenta grabaciones en vivo en el club «Slowboat» de Sapporo.
En 2012, Fukui recibió el premio al fomento de la cultura de Sapporo.
El 15 de marzo de 2016, Fukui murió por causa de un linfoma maligno.

## Discografía

### Discos
| 1976: Scenery |
| --- |
| 1. It Could Happen To You (Jimmy Van Heusen) - 4:16 2. I Want To Talk About You (Billy Eckstine) - 6:32 3. Early Summer (Hideo Ichikawa) - 10:44 4. Willow Weep For Me (Ann Ronnell) - 7:43 5. Autumn Leaves (Joseph Kosma) - 6:31 6. Scenery (Ryo Fukui) - 5:31 |

| 1977: Mellow Dream |
| --- |
| 1. Mellow Dream (Ryo Fukui) - 9:51 2. My Foolish Heart (Victor Young) - 6:55 3. Baron Potato Blues (Ryo Fukui) - 7:05 4. What's New (Bob Haggart, Johnny Burke) - 5:59 5. Horizon (Ryo Fukui) - 9:30 6. My Funny Valentine (Richard Rodgers) - 3:21 |

| 1995: My Favourite Tune |
| --- |
| 1. Voyage (Ryo Fukui) - 3:32 2. Scenery (Ryo Fukui) - 3:51 3. Mellow Dream (Ryo Fukui) - 10:05 4. Nobody knows the Trouble I've seen (Tradicional) - 5:34 5. Nobody's (Barry Harris) - 3:52 6. My Conception (Sonny Clark) - 3:52 7. After Hours (James Avery Parrish) - 7:48 8. Nord (Ryo Fukui) - 4:55 |

| 1999: Ryo Fukui in New York |
| --- |
| 1. Hot House (Charlie Parker) - 6:11 2. All The Things You Are (Jerome Kern) - 6:01 3. Red Carpet (Duke Ellington) - 7:12 4. Bouncing With Bud (Bud Powell) - 4:30 5. Embraceable You - (George Gershwin) - 5:59 6. Just One Of Those Things (Cole Porter) - 5:53 7. Mellow Dream (Ryo Fukui) - 8:44 |

| 2015: A Letter from Slowboat |
| --- |
| 1. Sonora (Hampton Hawes) - 7:38 2. Old Country (Nat Adderley) - 7:08 3. Stella By Starlight (Victor Young) - 3:49 4. Chasin' the Bird (Charlie Parker) - 6:36 5. Soultrane (Tadd Dameron) - 6:47 6. Speak Low (Kurt Weill, Frederic Ogden Nash) - 5:40 7. Nobody Knows The Trouble I've Seen (Tradicional) - 6:43 8. Be My Love (Sammy Cahn, Nicholas Brodsky) - 3:43 |